# María Angélica Idrobo
María Angélica Idrobo, född 1890, död 1956, var en ecuadoriansk författare och feminist.
Hon engagerade sig i kampanjen för rösträtt för kvinnor.  